# 최팔근
최팔근(崔八根)은 일제강점기의 방송인이며 일본 전통음악 예술인이다.

## 생애
부산 출신이라는 것 외에 신상에 대해 거의 알려진 바가 없다. 일제 말기에 일본 전통음악인 나니와부시의 1인자로 조선어 나니와부시라는 새 장르를 창시했다. 나니와부시는 서사적 내용을 담은 가창으로 이루어지는 창곡으로, 일본의 전통 현악기인 샤미센이 반주를 담당한다. 한국의 판소리와 유사한 면이 있다.
한일 병합 조약로 일본 제국과 대한제국이 한 나라가 된 뒤에도 음악 분야에서 일본의 전통문화는 한국에 침투하는 속도가 느렸다. 최팔근은 나니와부시를 한국어로 부름으로써 일본 전통음악을 직접 수용하고 토착화를 이룬 흔치 않은 예가 되었다.
한국어로 부른 나니와부시의 사례는 1930년대 초에도 보이나, 본격적으로 주목을 받은 것은 1940년에 최팔근이 귀국해 나니와부시 보급에 나서면서부터였다. 최팔근은 도쿄에 유학하여 나니와부시를 배웠고, 1940년 3월에 조선방송협회와 조선총독부의 위촉을 받아 귀국했다.
귀국 직후에는 조선방송협회 전속으로 활동하며 경성방송국 라디오 방송에 출연하여 조선어 나니와부시를 소개했으며, 1942년부터 방송에서 소개된 곡을 포함한 음반을 제작해 발매했다. 확인되는 음반은 《백제의 칼》, 《장렬 이인석 상등병》, 《칠복의 출세》, 《설중매》, 《부평초》의 다섯 장이다. 《백제의 칼》은 내선일체 이념이 구현된 음반으로 홍보되었고, 《장렬 이인석 상등병》은 일제 말기에 본받아야 할 인물로 크게 선전되며 여러 예술 작품에 형상화되었던 지원병 이인석을 소재로 한 것이다.
이 무렵 방송과 음반 외에 여러 지역을 순회하는 무대공연 활동도 병행하였고, 조선연예협회의 발기인을 맡기도 했다. 한국어로 구현된 일본 전통음악은 그 자체가 내선일체 이념을 상징하는 것이었기에 태평양 전쟁이 말기로 접어든 당시의 시국과 맞아떨어져, 최팔근은 장래가 촉망되는 예술인이라는 평가를 받았다. 일제 패망 후, 1948년 서울에서 선술집을 경영하고 있었으며 이후의 행적은 알 수 없다.
2008년 민족문제연구소가 발표한 민족문제연구소의 친일인명사전 수록예정자 명단 음악 부문에 선정되었다.

## 같이 보기
- 나니와부시

## 참고자료
- 이준희 (2003년 10월 4일). “조선어 나니와부시, 수용인가 굴종인가? - 1940년대 조선인이 조선어로 부른 일본 전통음악”. 오마이뉴스. 2008년 5월 15일에 확인함.

- 이준희 (2021년 3월 15일). “조선어 나니와부시 일인자 최팔근의 해방 후 이야기”. 오마이뉴스. 2021년 6월 30일에 확인함.